# Thann (Riedenburg)
Das Kirchdorf Thann ist ein Ortsteil der im niederbayerischen Landkreis Kelheim gelegenen Stadt Riedenburg. 

## Geschichte
Die katholische Kirche St. Johann Evangelist wurde Ende des 17. Jahrhunderts auf einem Vorgängerbau errichtet. Der Ort gehörte zur geschlossenen Hofmark Eggersberg der Freiherren von Bassus, deren Patrimonialgerichtsbarkeit durch die Revolution 1848 aufgehoben wurde. Durch die zu Beginn des 19. Jahrhunderts im Königreich Bayern durchgeführten Verwaltungsreformen bildete der Ort die eigenständige Landgemeinde Thann. Im Zuge der Gebietsreform in Bayern wurde die Gemeinde am 1. Januar 1972 nach Riedenburg eingegliedert.

## Sehenswürdigkeiten
- Kirche St. Johann Evangelist